# Bobare
Bobare je naselje u općini Okučani u Brodsko-posavskoj županiji. Nalazi se na planini Psunju, sjeverno od Okučana, susjedno selo je Donji Rogolji. Prema popisu stanovništva iz 2011. godine Bobare su imale 16 stanovnika, dok su 2001. imale 20 stanovnika i svi su se izjasnili kao Srbi.
| broj stanovnika | 104   | 117   | 138   | 151   | 155   | 188   | 166   | 170   | 164   | 162   | 173   | 130   | 79    | 78    | 20    | 16    | 8     |
|                 | 1857. | 1869. | 1880. | 1890. | 1900. | 1910. | 1921. | 1931. | 1948. | 1953. | 1961. | 1971. | 1981. | 1991. | 2001. | 2011. | 2021. |